# Edwin F. Goldman
Edwin F. Goldman (ur. 1 stycznia 1878, zm. 21 lutego 1956) – amerykański kompozytor i kornecista.

## Wyróżnienia
Posiada swoją gwiazdę na Hollywoodzkiej Alei Gwiazd.